# 長登銅山
長登銅山
長登銅山（ながのぼりどうざん）位於山口縣美祢市，和東南邊的秋吉台連接，主要為產銅的礦山。長登銅山在七世紀末到八世紀初開始成為產銅中心。此地特別以可能為奈良時代東大寺的大佛佛像銅身來源而聞名。之後在1960年(昭和35年)封山之前，斷斷續續地有所產出。
再者，秋吉台周邊與鄰近長登銅山的地質頗相似，分布著產銅的礦山，也設有礦山以及附屬於礦山的煉製、加工設施。

## 概要
長登銅山的東南和秋吉台相鄰，主要為產銅的礦山。七世紀末或八世紀初開始生產後，從奈良時代到平安時代，身為長門國直營的礦山，產出銅和鉛，產出的銅或鉛等用於鑄造和同開珎（音同真）等皇朝十二錢或東大寺的大佛。被認為用於國家事業上。再者，從長登銅山採掘或鍊製的遺跡中，大量發現730年前後的木簡等貴重的出土品。
長登銅山於十二世紀一時停止運作，於十四世紀後半葉重新啟用，分析珍貴的遺跡，就可以知道關於中世紀的銅的鍊製。
江戶時代初期，雖然可看出長州藩直營的礦山很繁盛，但坑內出水和當時的技術水準，對於採銅來說都有相當困難，因此在江戶時代後半葉再度陷入停止狀態。之後（銅青）持續採掘，以「瀑布下的綠青」（滝ノ下緑青）而聞名全國。長登銅山仍遺留著江戶時期的遺跡。
從明治時代到昭和時代，長登銅山再度啟用，採掘銅和日本稀有的鈷。從明治後期到大正時代，建有以日本獨特的吹床精鍊法的精鍊所：花之山精鍊所。有著珍貴的近代礦業遺跡，保存狀況也很良好。
長登銅山從奈良時代到平安時代，有著律令國家的採掘和鍊製等古代工業技術，而且據知是東大寺大佛和皇朝十二錢的鑄造的律令國家事業，身為貴重的遺跡，有相當高的價值。中世紀、江戶時代的礦山遺跡，一直到明治、昭和時代的礦山和鍊製所等產業遺產也有相當高的評價。2003年（平成十五年）七月二十五日，長登銅山遺跡被指定為國家史蹟。另外在八百多處被發現的木簡中，有兩百零三處殘留有墨跡，於2001年（平成十三年）九月十四日，被指定為山口縣的有形文化財：歷史資料。